# زوهو کورپوریشن
زوهو کورپوریشن (انگلیسی: Zoho Corporation) شرکت فناوری اطلاعات هندی است، که در سال ۱۹۹۶ تأسیس شد.